# Pilha de Edison-Lalande

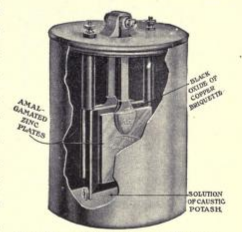
Pilha Edison–Lalande

A Pilha Edison-Lalande é um tipo de pilha primária alcalina desenvolvido por Thomas Edison a partir de um desenho anterior criado por Felix Lalande e Georges Chaperon. Consiste de placas de óxido de cobre e de zinco numa solução de hidróxido de potássio. A tensão da célula é baixa (cerca de 0,75 volts) e sua resistência interna também é baixa. Porém elas são capazes de fornecer uma corrente elevada.